# Bătălia de la Elchingen
Bătălia de la Elchingen a opus, la 14 octombrie 1805, o armată franceză condusă de Mareșalul Ney unei armate austriece, aflate sub comanda Contelui von Riesch. Bătălia s-a încheiat cu victoria francezilor. 